# 大盗禅師
『大盗禅師』（だいとうぜんし）は、司馬遼太郎の長編小説。『週刊文春』に1968年7月から1969年4月まで連載され、1969年7月に新書判のポケット文春（文藝春秋刊）で出版された。その後は久しく再刊されず、全集への収録も見送られていたが、2003年2月に文春文庫で再刊された。
大阪落城から30年後、徳川家の転覆を目指す軍学師由比正雪と明帝国の復興を目指す鄭成功の2人の企てを、架空の主人公・浦安仙八を中心に描いた幻想小説である。